# Meroveu
Meroveu (c. 411 — c. 458) foi o fundador lendário da dinastia merovíngia de reis francos. Ele foi rei dos francos sálios nos anos depois de 450. Sobre ele não existem registros contemporâneos e há pouca informação nas histórias posteriores dos francos. Gregório de Tours registra que possivelmente ele tenha sido filho de Clódio e Basina. Ele supostamente liderou os francos na Batalha de Chalons (ou Batalha dos Campos Cataláunicos) em 451.
De acordo com uma lenda, Meroveu foi concebido quando a esposa de Clódio encontrou um Quinotauro, um monstro marítimo que podia mudar de forma enquanto nadava. Apesar de nunca declarar, ela foi engravidada por isso. Essa lenda foi relatada pelo cronista Fredegar no século VII, mas deve ter sido conhecida antes. A lenda é de origem folclórica e foi usada para explicar a origem dos francos sálios como um povo residente próximo ao litoral. Seu nome deriva do frâncico *Mariwig, que deriva do Proto-Germânico *Mērijawīgaz, a partir da junção das palavras *mērijaz "famoso" e *wīgą "batalha, combate". Por essa interpretação, o nome Meroveu significaria "aquele que é famoso/grandioso na batalha".
O termo "sálio" ou "sálico" possui várias propostas etimológicas, uma delas deriva seu nome do Rio Issel, antigamente chamado de Hisloa ou Hisla, e antes disso, Sala, cujo era provavelmente a residência original dos sálios. Hoje essa região é chamada de Salland.
Como alternativa, o nome pode derivar da palavra proto-germânica *saljon "amigo ou camarada" (cognato de "agasalho"), indicando que o termo inicialmente implicava uma aliança. Nesse caso, o nome pode ter se originado no próprio Império Romano, ou o rio e/ou a região deriva seu nome dos seus habitantes (e não o contrário).
Meroveu foi o pai de Quilderico I e avô de Clovis. A família de Quilderico e Clovis, a primeira dinastia real franca em larga escala, se autodenominava "merovíngios" ("descendentes de Meroveu") em sua homenagem, e assim eram conhecido pelos historiadores dos séculos seguintes, porém  não existem evidências contemporâneas do uso do termo. A fonte escrita mais importante é a de Gregório de Tours, que registrou que Meroveu era descendente de Clódio, um rei semi-lendário franco.